# Österrikes herrlandslag i basket

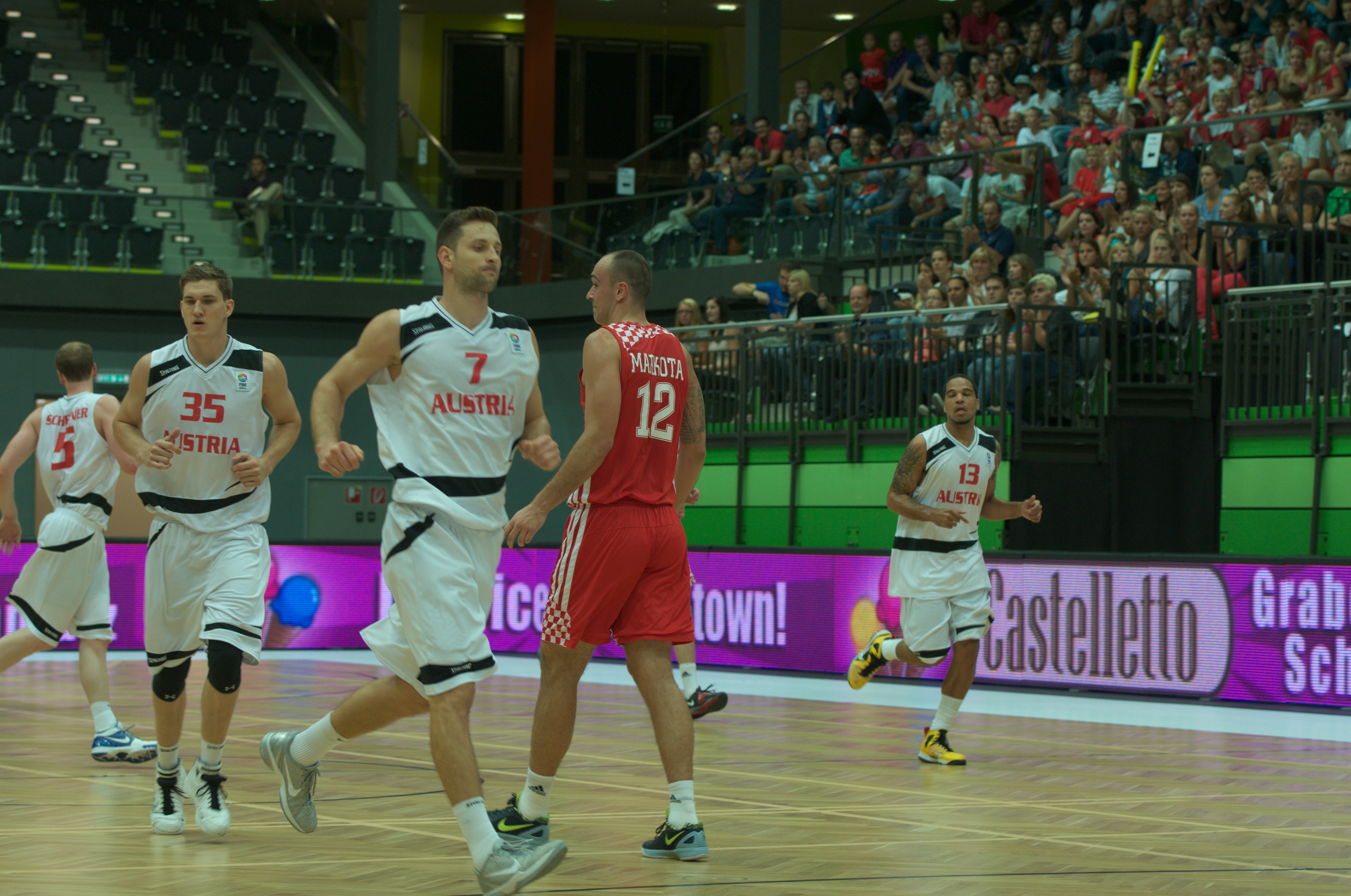
Österrike-Kroatien i kvalet till Europamästerskapet 2013

Österrikes herrlandslag i basket (tyska: Österreichische Basketballnationalmannschaft) representerar Österrike i basket på herrsidan. Laget deltog första gången i Europamästerskapet 1947.

### Fotnoter
1. ↑  Todor Krastev (19 mars 1947). ”Men Basketball European Championship 1947 Prague (TCH) - 27.04-03.05 Winner Soviet Union” (på engelska). Sport Statistics. Arkiverad från originalet den 19 september 2015. https://web.archive.org/web/20150919092645/http://todor66.com/basketball/Europe/Men_1947.html. Läst 23 juni 2015.